# Inzigkofen
Inzigkofen ist eine Gemeinde im Landkreis Sigmaringen in Baden-Württemberg. Zu Inzigkofen gehören zwei Teilorte (Vilsingen und Engelswies) und zwei Weiler (Dietfurt und Pault). Das 1975 zu Inzigkofen eingemeindete Thiergarten gehört seit 1977 zur Gemeinde Beuron.

## Geographie

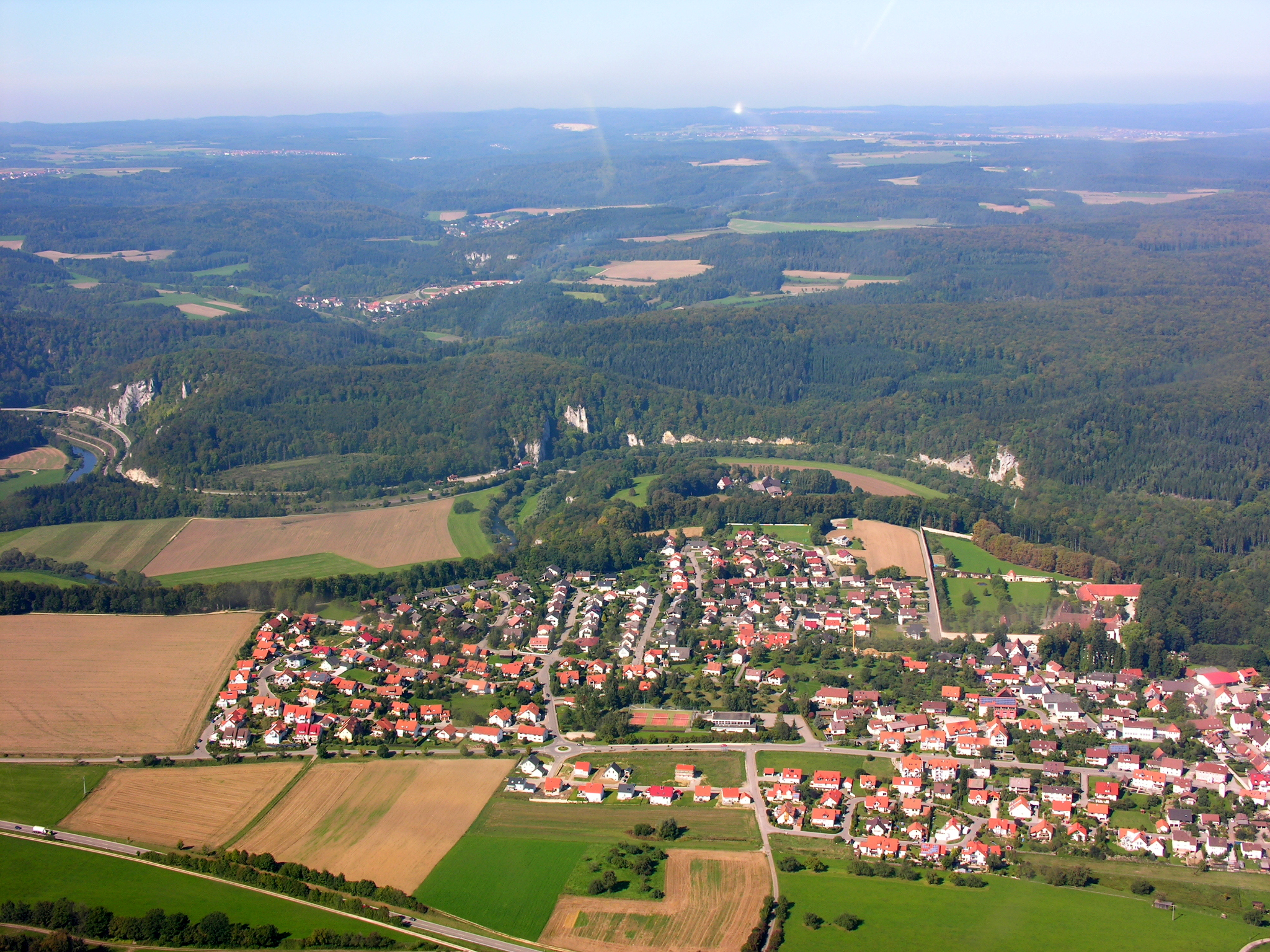
Inzigkofen über dem Donautal

### Lage und Nachbargemeinden
Inzigkofen liegt am südwestlichen Rand der Schwäbischen Alb an der Donau im Naturpark Obere Donau, etwa drei Kilometer westlich der Kreisstadt Sigmaringen. Die Gemarkungsfläche umfasst rund 2876 Hektar (Stand: 31. Dezember 2010).
Inzigkofen grenzt im Westen, Norden und Osten an Sigmaringen, im Süden an Meßkirch.

### Gemeindegliederung
Die Gemeinde besteht aus dem namensgebenden Inzigkofen (mit Weiler Pault) und den Ortsteilen Engelswies und Vilsingen (mit Weiler Dietfurt).
| Wappen     | Teilort                                     | Einwohner (Stand: 11. Juni 2015) | Fläche (Stand: 11. Juni 2015)                |
| ---------- | ------------------------------------------- | -------------------------------- | -------------------------------------------- |
| Inzigkofen | Inzigkofen (Hauptort) mit Nickhof und Pault | 1335                             | 931 ha davon 172 ha Nickhof und 398 ha Pault |
| Engelswies | Engelswies                                  | 604                              | 749 ha                                       |
| Vilsingen  | Vilsingen mit Dietfurt                      | 850                              | 1196 ha                                      |

### Schutzgebiete
In Inzigkofen liegt das Naturschutzgebiet Morgenweide. Die Inzigkofener Donauaue gehört zum Landschaftsschutzgebiet Donau- und Schmeiental, zum FFH-Gebiet Oberes Donautal zwischen Beuron und Sigmaringen sowie zum Vogelschutzgebiet Südwestalb und Oberes Donautal.
Inzigkofen liegt außerdem im Naturpark Obere Donau.

## Geschichte

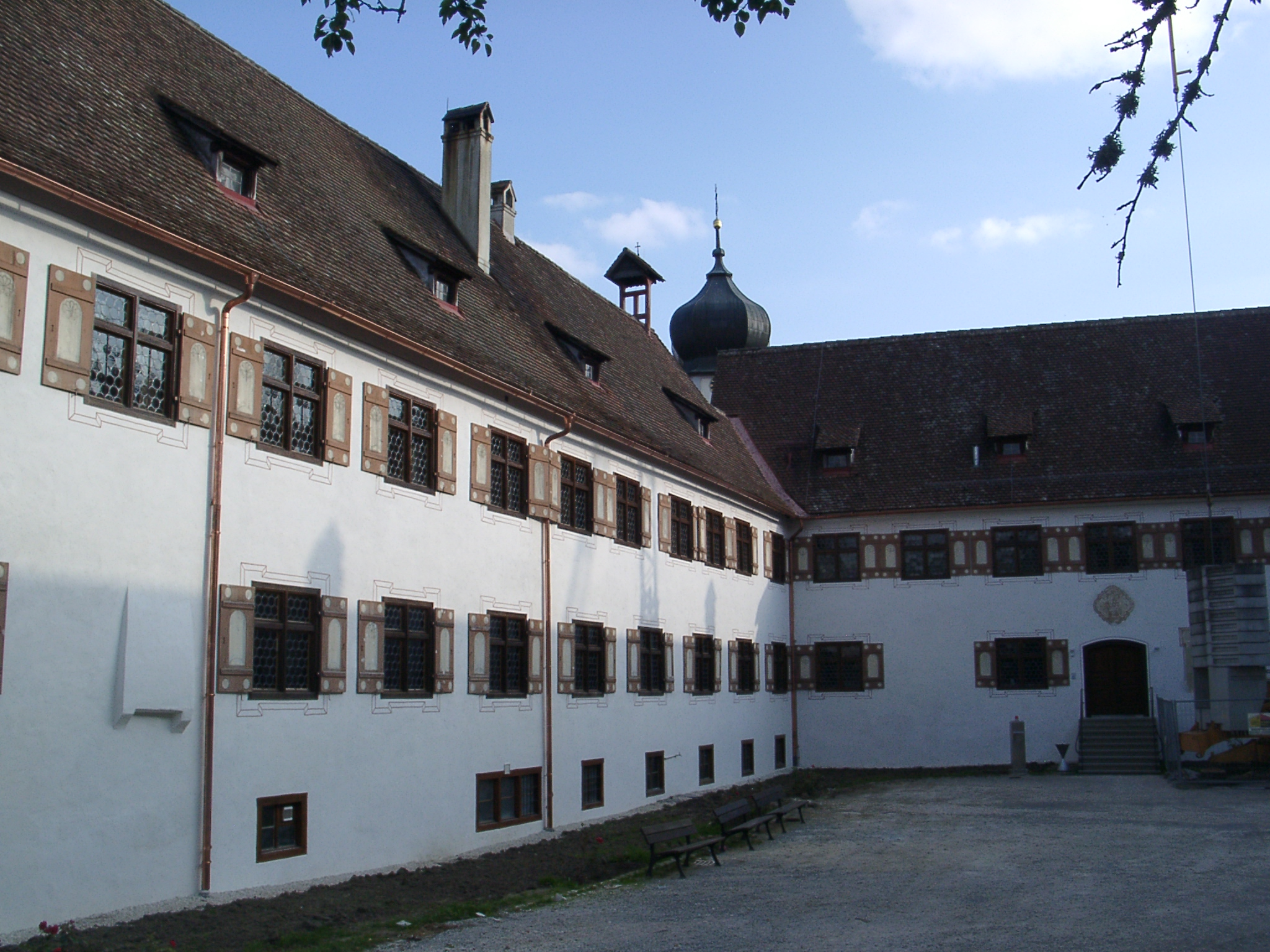
Das ehemalige Augustinerchorfrauenstift Inzigkofen

### Frühe Geschichte
Das Gebiet von Inzigkofen und seinen Ortsteilen war bereits in ur- und frühgeschichtlicher Zeit Siedlungsraum. So fanden sich unter anderem menschliche Spuren in den prähistorischen Fundschichten der Burghöhle Dietfurt (Urnenfeldzeitlicher Estrich mit Kreisverzierungen), ein bronzezeitlicher Hortfund von der Eremitage bei Inzigkofen (Bronzesicheln, Wellhornschnecke und Eberzahn), ein hallstattzeitlicher Grabhügel bei Vilsingen mit bronzenen Gefäßen. Eine sogenannte „rhodisch-milesische“, wahrscheinlich etruskische Kleeblattkanne aus Bronze, die ein Landwirt ausgegraben hatte, könnte auf Handelsbeziehungen hindeuten. Des Weiteren fanden sich zwischen Inzigkofen und Laiz Überreste eines römischen Gutshofs (siehe Villa Rustica (Inzigkofen)) und ein alamannisches Grab auf der Eremitage (drei beigesetzte Personen mit deutlichen Kampfverletzungen, wie zum Beispiel einem gespaltenen Schädel).
Die heutigen Ortsteile Engelswies und Vilsingen wurden nach der Eingliederung Alemanniens in das Fränkische Reich in einer Schenkungsurkunde des Grafen Berthold an das Benediktinerkloster St. Gallen aus dem Jahre 793 genannt.

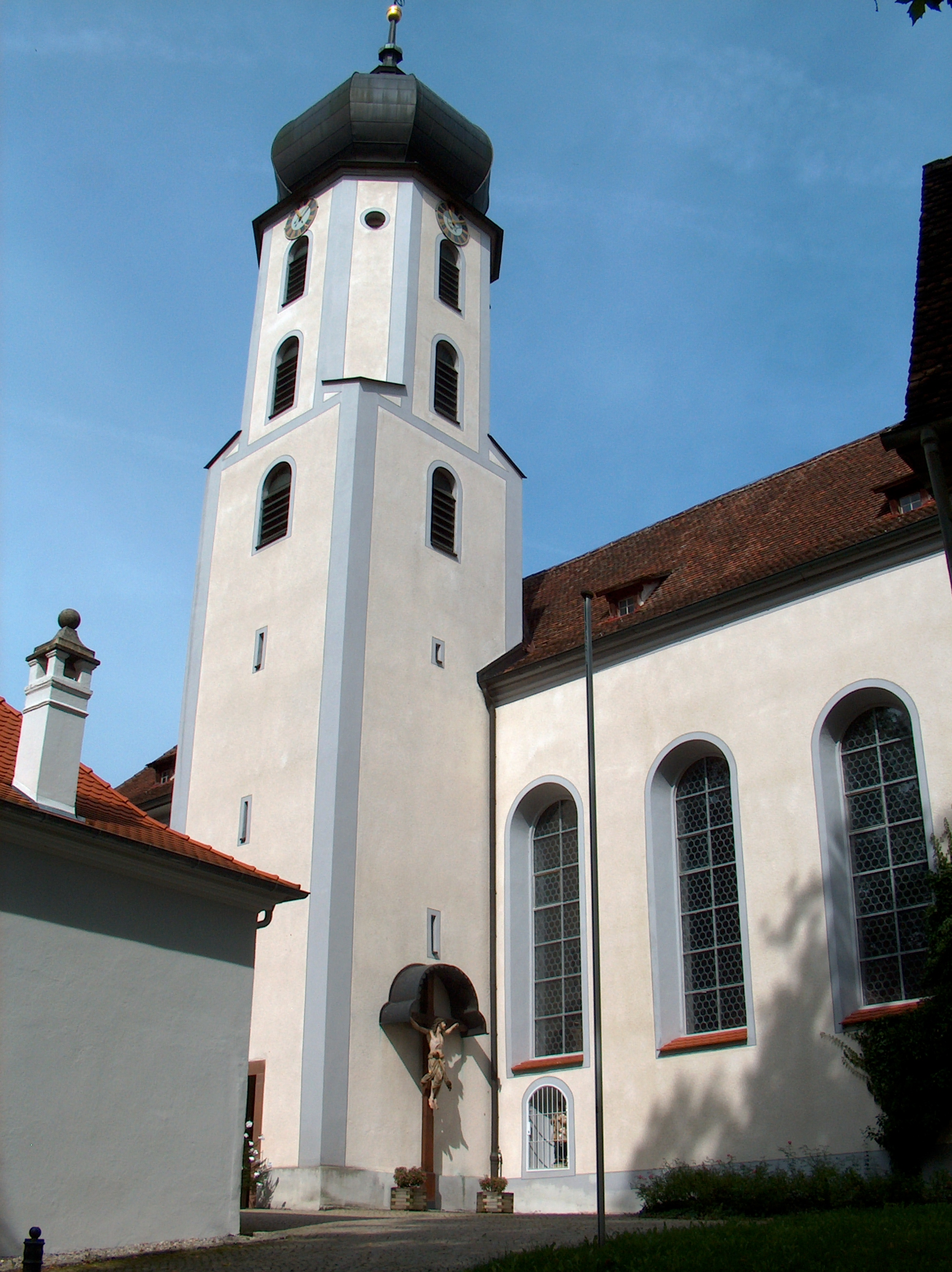
Klosterkirche Inzigkofen

Im 13. Jahrhundert befand sich in der Fürstlichen Domäne Nickhof bei Inzigkofen die Burg Utkoven. Die erste Nennung des Ortes erfolgt in einer Urkunde aus dem Jahr 1263, in der Truchsess Berthold von Waldburg-Rohrdorf den Zisterzienserinnen im Kloster Wald das Anwesen des damaligen Inzigkofens und des Nickhofs schenkt. 1306 erscheint die nächste Nennung des Ortes „Ünzkowen“ im Habsburger Urbar. 
Die Schreibweise des Ortsnamens änderte sich über die Jahre in „Untzkoven“ und später in „Inzigkofen“. Die Ableitung des Ortsnamens von „Einziger Hof“ ist der Volksmeinung zuzuschreiben. Wahrscheinlicher ist die Deutung, dass der Ortsname aus einem nach einer Person namens „Unzo“ bezeichneten Hof hervorging.
1354 wurde das Kloster Inzigkofen gegründet.

### 18. bis 20. Jahrhundert
Am 6. Oktober 1796 zerstörten die sich im Rückzug befindlichen französischen Truppen des Generals Jean-Victor Moreau einen Großteil von Engelswies. Grund war die Ermordung eines französischen Soldaten, der das Pfarrhaus plündern wollte.
In der Zeit des Nationalsozialismus befand sich in Inzigkofen eines von fünf Lagern des weiblichen Reichsarbeitsdienstes (RAD) im damaligen preußisch-hohenzollerischen Landkreis Sigmaringen. Hierzu erfuhr das Konvent von 1939 bis 1944 eine Umnutzung. Nach dem Zweiten Weltkrieg diente es als Auffanglager.
Im Jahre 1950 hielt die Literaturvereinigung Gruppe 47 im Kloster Inzigkofen eine Tagung ab.

### Eingemeindungen
Am 1. April 1901 wurden die beiden fürstlichen Domänen Pault und Nickhof nach Inzigkofen eingemeindet. Bereits ab 1854 war Pault dem Gemeindeverband Inzigkofen zugeordnet. Im Zuge der Gemeindereform in Baden-Württemberg folgten am 1. Januar 1975 die bis dahin selbständigen Gemeinden Engelswies und Vilsingen (mit der Teilgemeinde Dietfurt) und dem ehemals hohenzollerischen Teil Thiergartens. Nach Anhörung der dortigen Einwohner wurde am 1. Januar 1977 Thiergarten in die Gemeinde Beuron umgegliedert.

## Politik

### Gemeinderat
Der Gemeinderat von Inzigkofen besteht aus derzeit 14 gewählten ehrenamtlichen Mitgliedern, deren Amtszeit fünf Jahre beträgt, sowie dem Bürgermeister als ebenfalls stimmberechtigtem Vorsitzenden. Er wird nach dem Verfahren der unechten Teilortswahl gewählt, die den einzelnen Ortsteilen von Inzigkofen jeweils eine bestimmte Anzahl an Vertretern im Gemeinderat garantiert, wodurch sich die Gesamtzahl der Sitze jedoch durch Ausgleichsmandate verändern kann. Die letzte Wahl vom 9. Juni 2024 führte bei einer Wahlbeteiligung von 69,4 % zu folgendem amtlichen Endergebnis:
| Partei / Liste | Stimmenanteil | Sitze |
| Freie Wähler   | 45,3 %        | 6     |
| CDU            | 41,8 %        | 6     |
| Grüne          | 12,9 %        | 2     |
| Gesamt         | 100 %         | 14    |

Darüber hinaus besteht in den Ortsteilen Engelswies und Vilsingen jeweils ein eigener Ortschaftsrat.

### Bürgermeister
Am 28. November 2004 wurde der aus Inzigkofen stammende Bernd Gombold, damaliger Haupt- und Personalamtsleiter beim Landratsamt Sigmaringen, als einziger ernstzunehmender Kandidat mit absoluter Mehrheit von 96,8 Prozent im ersten Wahlgang zum Bürgermeister gewählt. Am 1. Februar 2005 trat er sein Amt als Nachfolger von Pius Widmer an, der nach 32 Jahren nicht mehr kandidiert hatte. Auf sein Amt vereidigt wurde er am 18. Februar 2005, seine Amtszeit endet am 17. Februar 2013. Im November 2012 wurde Gombold mit 97,7 % der Stimmen wiedergewählt.
- 1862–1871: Lorenz Steinhart
- 1871–1876: Johann Oswald
- 1877–1915: Anton Henselmann
- 1915–1920: Anton Steinhart
- 1920–1923: Fidelis Schönbucher
- 1923–1938: Emil Henselmann
- 1938–1946: Johann Scherer
- 1946–1949: Fridolin Oswald
- 1949–1966: Johann Scherer
- 1967–1972: Manfred Sailer
- 1973–2005: Pius Widmer
- seit 2005: Bernd Gombold

### Wappen
| Wappen der Gemeinde Inzigkofen | Blasonierung: „In geteiltem Schild oben in Silber (Weiß) ein golden (gelb) bewehrter, rot bezungter schwarzer Eberkopf, unten in Rot ein stehender goldener (gelber) Hirsch.“ |
| Wappen der Gemeinde Inzigkofen | Wappenbegründung: Der Eberkopf ist die Wappenfigur der Herren von Reischach, die Inzigkofen während des ersten Viertels des 15. Jahrhunderts besessen haben, während der Hirsch auf die einstige Zugehörigkeit des Ortes zur Grafschaft Sigmaringen hinweisen soll. Das Innenministerium hat das Wappen am 27. Juni 1955 verliehen. |

## Kultur und Sehenswürdigkeiten
Inzigkofen liegt an der Oberschwäbischen Barockstraße, dem Donauradweg und dem Schwäbische-Alb-Südrand-Weg. Die Kommune ist dem Tourismusverband „Donaubergland“ angeschlossen.

### Museen
- Das vom Schwäbischen Albverein Inzigkofen betreute Bauernmuseum in der Inzigkofer Zehntscheuer bietet Einblicke in das bäuerliche Leben und Arbeiten. Es zeigt auf über 700 Quadratmetern mehr als 500 landwirtschaftliche Arbeitsgeräte und Maschinen, teils aus dem 19. Jahrhundert. Es besteht seit 1983, als die Gemeinde Inzigkofen zu diesem Zweck das Dachgeschoss anmietete.[19] Daneben befindet sich der als Schaugarten angelegte Klosterkräutergarten.

### Bauwerke

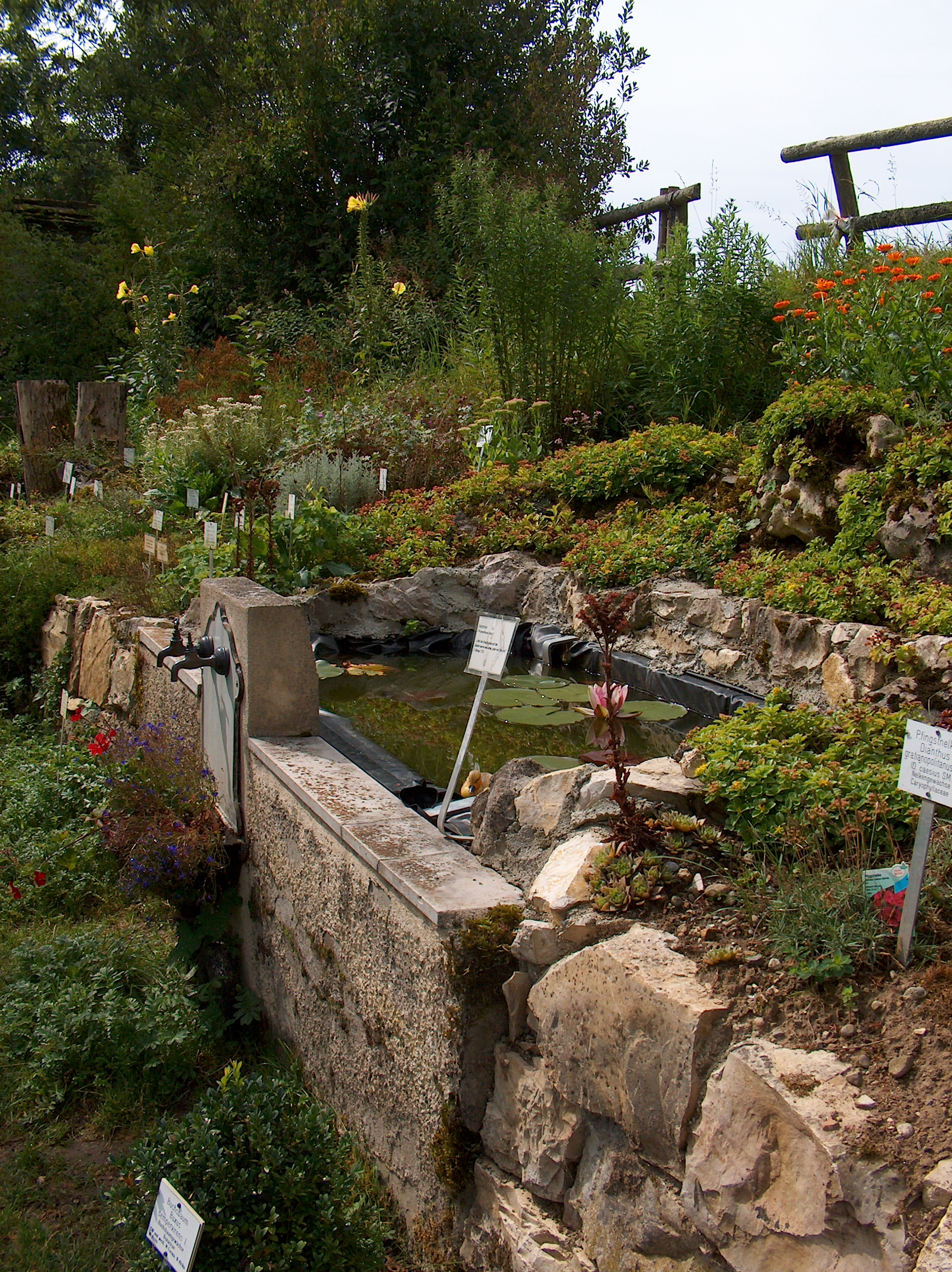
Der Kräutergarten auf dem Gelände des ehemaligen Klosters Inzigkofen

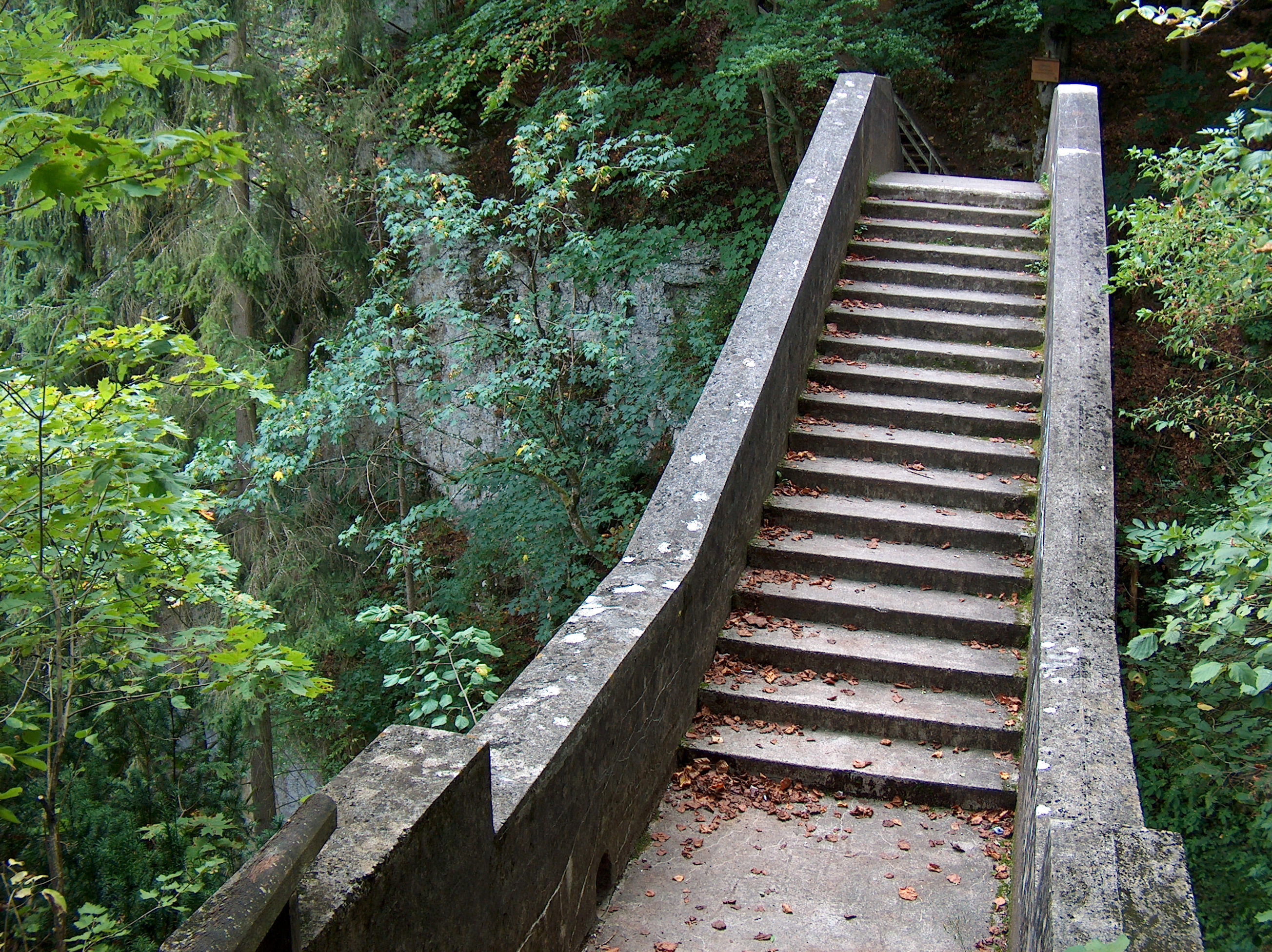
Teufelsbrücke (ehemals Holzbrücke) über eine 20 m breite Seitenschlucht der Donau

- Das ehemalige Augustinerchorfrauenstift Inzigkofen wurde 1354 gegründet. Der heutige Bau stammt aus den Jahren 1659–63 und weist Kreuzgang, Prälatensaal und Stuckdecken auf.
  - Die ehemaligen Stiftskirche St. Johannes Baptist hat einen Turm von 1484, wurde aber im Jahr 1780 nach Plänen des Haigerlocher Baumeisters Christian Großbayer umgebaut. Sie erhielt dabei ihre heute weitestgehend klassizistische Form. Das Gebäude weist einen beeindruckenden Hochaltar auf. Die Nonnenempore zeigt ein kunstvolles Gitter aus Zweigen und Pappmaché.
  - Die Zehntscheuer des Klosters wurde 1510 erbaut. Im Dreißigjährigen Krieg wurde die Scheuer etwa 1636 von durchziehenden schwedischen Soldaten abgebrannt. Sie wurde 1645/46 wieder aufgebaut.[19]
- Insgesamt gibt es in Inzigkofen fünf Kapellen von kunstgeschichtlicher und frömmigkeitsgeschichtlicher Bedeutung. Die Kapellen sind ein Spiegel der Inzigkofer Ortsgeschichte mit der bäuerlichen Dorfgemeinde, dem ehemaligen Kloster sowie dem Fürstenhaus Hohenzollern als Einflussfaktoren:[20]
  - Die Leonhardskapelle  und die Totenkapelle, beide am Rande der ehemaligen Dorfsiedlung gelegen, gehen auf Stiftungen aus der bäuerlichen Gemeinde zurück und haben mit dem Heiligen Leonhard und dem Heiligen Isidor typische „Bauernheilige“ als Patrone, die bei Krankheiten des Viehs oder mit der Bitte um eine gute Ernte als Mittler angerufen wurden.[20]
  - Der marianischen Frömmigkeit der Barockzeit verpflichtet sind die Josefskapelle und die Einsiedlerkapelle auf dem Gelände des früheren Augustinerchorfrauenstifts. Die mit einem flachen Gewölbe mit Stichkappen und einer zarten Deckenbemalung mit Blumen ausgestattete Josefskapelle befindet sich im Westflügel der frühbarocken Dreiflügelanlage des Klosters und geht auf eine Stiftung des Sigmaringer Fürsten Meinrad I. um 1660 zurück. Die nach der Schwarzen Madonna von Einsiedeln benannte Einsiedlerkapelle entstand 1729 bei der Erweiterung der klösterlichen Klausurmauer als Bauelement im inneren Mauerring und wurde 1740 gleichfalls von dem Riedlinger Maler Josef Ignaz Wegscheider unter anderem mit einer qualitätsvollen Verkündigung als Deckenfresko ausgemalt.[20]
  - Eine herrschaftliche Gründung ist die auf dem höchsten Punkt der Eremitage im Fürstlichen Park stehende Kapelle St. Meinrad. Sie stammt aus dem Jahr 1840 und ist mit einer Kreuzigungsgruppe, das heißt vier Gemälden aus Öl auf Kupfer, ausgestattet.[20]
- Im Ortsteil Engelswies befindet sich die barock ausgestaltete Pfarr- und Wallfahrtskirche Mater Dolorosa, auch Maria und Verena genannt,[21] mit Turm von 1516/17. Ihre heutige Form erhielt sie unter dem Patronat der Fürsten zu Fürstenberg-Meßkirch. Der Meßkircher Hofbaumeister Johann Georg Brix ließ sie in den Jahren 1721/24 neu bauen und schuf hier den bedeutendsten unter den ländlichen Kirchenbauten im Umkreis der ehemaligen fürstenbergischen Residenzstadt. Namhafte Künstler waren an der Innenausstattung beteiligt. Besondere Berücksichtigung findet die um 1320 entstandene Skulptur der Heiligen Verena. Die Figur, die normalerweise nicht in der Kirche im Original zu sehen ist, zählt zu den wertvollsten gotischen Skulpturen im Kreisgebiet.[22] Der mächtige Hochaltar zeigt das Gnadenbild der Schmerzhaften Muttergottes.[23]
- Die ebenfalls auf Gemarkung des Ortsteils Engelswies gelegene Verenakapelle ist ein „Waldheiligtum an versiegter Wasserstelle“.[21]
- Die neugotische Pfarrkirche St. Johannes und Paulus von 1871 in der Ortsmitte der Ortsteil Vilsingen hat einen mit 47 Metern Höhe weiterhin sichtbaren Kirchturm. In der Kirche befindet sich ein Taufstein des in München lebenden Vilsinger Künstler Simon Korn. Der von ihm entworfene, geschaffene und gestiftete Taufstein aus Muschelkalk trägt in der oberen Reihe drei Bilder der Heiligen Dreifaltigkeit nebst den Symbolen der Taufe; am Fuße trägt er die Symbole der vier Evangelisten und die Figuren der vier großen lateinischen Kirchenväter als Träger der Taufgeheimnisse. Er wurde am 22. Juli 1909 geweiht.[24]
- Die Friedhofskirche Vilsingen ist die zweitälteste Kirche Hohenzollerns. Das eigentliche Baujahr ist unbekannt, doch eine Urkunde von 1465 besagt, dass die Kirche der Königin Muttergottes und den Himmelsfürsten Johannes und Paulus geweiht ist. Untersuchungen des Gebäudes ergaben, dass ein Teil der Grundmauer auf die im Jahr 850 erwähnte älteste Kirche zurückgeht, um 1470 wurde die Kirche erbaut und verändert. Die Fresken sind Werke des 16. Jahrhunderts. Im Jahr 1627 wurde die Kirche grundlegend erneuert. So wurden zum Beispiel rundbogige Fenster und eine Deckenverbretterung eingebaut. Mit der Erbauung einer neuen Pfarrkirche wurde die Kirche letztlich zur Friedhofskirche. Seit September 2007 wurde die Kirche renoviert und Ende Mai 2009 eingeweiht, es wurden dafür 240.000 Euro aufgewendet.[25] Das Gotteshaus befindet sich nach wie vor im Besitz der katholischen Kirche und dient heute als Aussegnungshalle bei Beerdigungen.[26]
- Die Ruine Dietfurt ist ein gut erhaltener Bergfried, der jedoch nicht zugänglich ist. Das mittelalterliche Bauwerk wurde 1274 als „castrum Dietfurt“ erwähnt.
- Die Teufelsbrücke Inzigkofen befindet sich im fürstlichen Park zu Inzigkofen.
- Der Verena-Brunnen in Engelswies wird seit 2009 alljährlich zu Ostern mit bemalten Ostereiern und aus Tannenzweigen gebundenen Kränzen zum Osterbrunnen geschmückt.[27]
- Des Weiteren gibt es diverse Kleindenkmale, unter anderem das Feldkreuz am Butzach oberhalb des Wasserreservoirs. Das Holzkreuz mit Christuskorpus wurde im Frühjahr 2015 restauriert.[28]

Unter Brückenbauexperten wurde die sonst nicht weiter bedeutende, 1895 gebaute Donaubrücke zum ehemaligen Bahnhof bekannt als die zweite dreigelenkige Beton-Bogenbrücke in der Geschichte des Brückenbaus.  Sie wurde kurz vor dem Ende des Zweiten Weltkrieges gesprengt und später durch die heutige Stahlbetonbrücke ersetzt.

### Naturdenkmäler

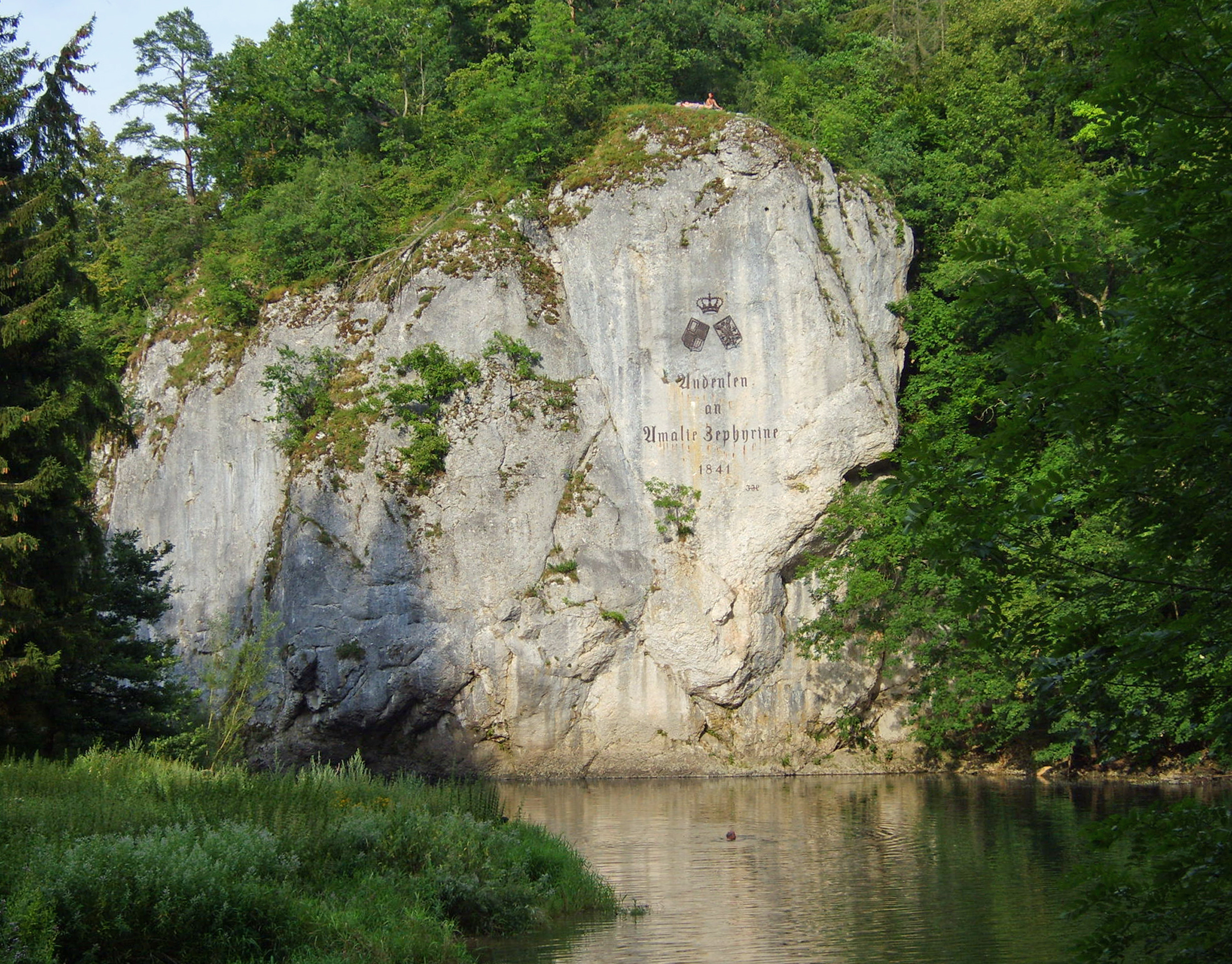
Der Amalienfelsen

- Amalienfelsen am rechten Donauufer im Fürstlichen Park

### Fürstlicher Park

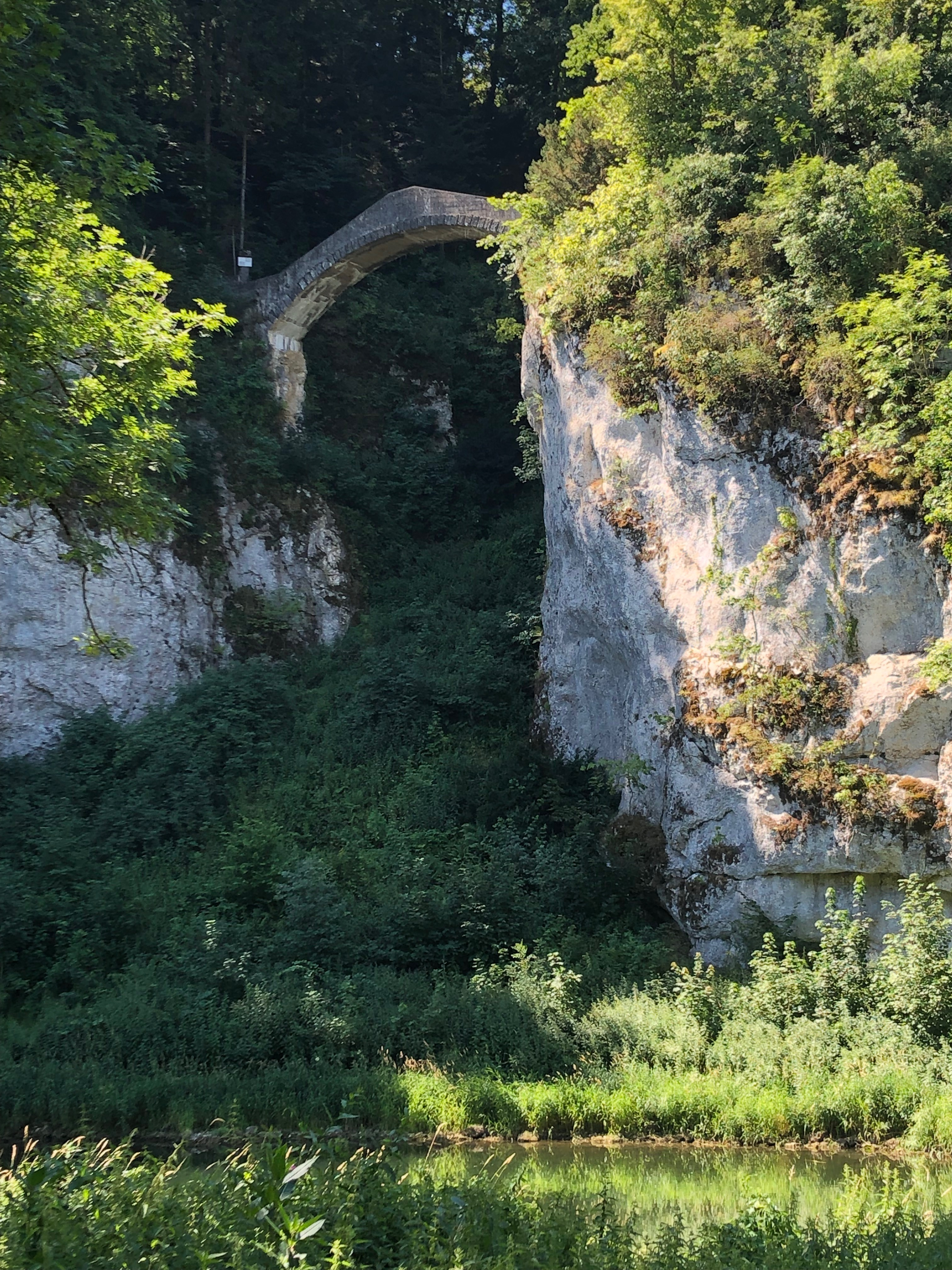
Die „Teufelsbrücke“ über die „Höll“-Schlucht

Der Fürstliche Park Inzigkofen ist ein kulturgeschichtlich und touristisch bedeutsamer Landschaftsgarten aus der Romantik. Er liegt beidseits der Donau und bezieht den felsigen Steilhang, der den Ausgang des Beuroner Donaudurchbruchs markiert, in die Gartenarchitektur ein. Er wurde 1811–1829 unter der Hohenzollerfürstin Amalie Zephyrine angelegt. Das 25 Hektar große Parkgelände ist noch im Besitz der Hohenzollern, wird aber vom Schwäbischen Albverein Inzigkofen betreut.
Besonderheiten sind u. a. die Teufelsbrücke über die Höllschlucht, das Felsentor, der Aussichtspunkt Känzele und die Eremitage. Die Felsen über dem steilen Donauufer unweit des Amalienfelsens weisen einige prähistorische Höhlen auf. Seit 2008 läuft an der Universität Freiburg ein Projekt zur Weiterentwicklung des Parks im Ausgleich von Denkmalpflege, Naturschutz und Forstwirtschaft, das bessere Sichtachsen und die Wiedererrichtung einer Donauquerung vorsieht.

### Sport
Im Ortsteil Vilsingen wird im Winter ein Klein-Skilift mit einer Länge von etwa 140 Meter betrieben.

### Vereine
- Die Hohenzollern-Kürassiere Sigmaringen sind als historische Reitergruppe seit 1984 ein Traditionsverein (Bürgergarde) mit Sitz im Paulter Hof. Die Reiter tragen Uniformen, deren Historizität nach einer Bildvorlage aus dem Jahr 1781 erwiesen ist. Dieses zeigt neben anderen Soldaten des Schwäbischen Kreises auch einen Kürassier des Kreis-Regiments Hohenzollern-Sigmaringen. Er trägt einen schwarzen Dreispitz mit Silberborte, ein weißes Kollett mit scharlachroten Aufschlägen und paillefarbene Unterkleider, die sich an der Farbe der ehemals hischledernen Reithosen orientieren, ebenso lederfarben auch die Stulpenhandschuhe. Die Hohenzollern-Kürassiere tragen statt einer leinenen Stiefelmanschette Wollstrümpfe, die bis über das Knie gezogen werden. Besonders die hohen Stulpenstiefel weisen sie als Kavalleristen aus.[34]
- Die Ortsgruppe Inzigkofen des Schwäbischen Albvereins wurde 2006 mit der Eichendorff-Plakette ausgezeichnet.[35]

### Regelmäßige Veranstaltungen
- Die Inzigkofer Fasnet wird durch das traditionelle Bräuteln bestimmt. Dieser Brauch ist nur in der Region des ehemaligen Fürstentums Hohenzollern-Sigmaringen anzutreffen. In dieser Zeit trifft man auch auf den Spottnamen Misthaufeneinläuter für die Inzigkofer. Sie sollen einst mit allen Kirchenglocken zu läuten begonnen haben, weil sie an einem leicht nebligen Morgen die am Vortag von einem Bauern auf einem Acker angehäuften Mistklumpen für die zu diesem Tag aus Vilsingen angekündigte Prozession von Wallfahrern hielten.[36]
- Im Ortsteil Engelwies wird seit mehr als 20 Jahre am Funkensonntag der Brauch des Funkenfeuers abgehalten. Das begehbare Funkenfeuer wird am Funkenwochenende durch die Engelswieser Feuerwehr auf dem Talsberg mit Stangen und Stroh erstellt. Traditionell am Sonntagabend gibt der Funkenmeister das Kommando „Feuer frei“ zum Abbrennen.
- In Vilsingen findet jährlich das dreitägige Dorf- und Backhausfest statt.

## Wirtschaft und Infrastruktur

### Verkehr

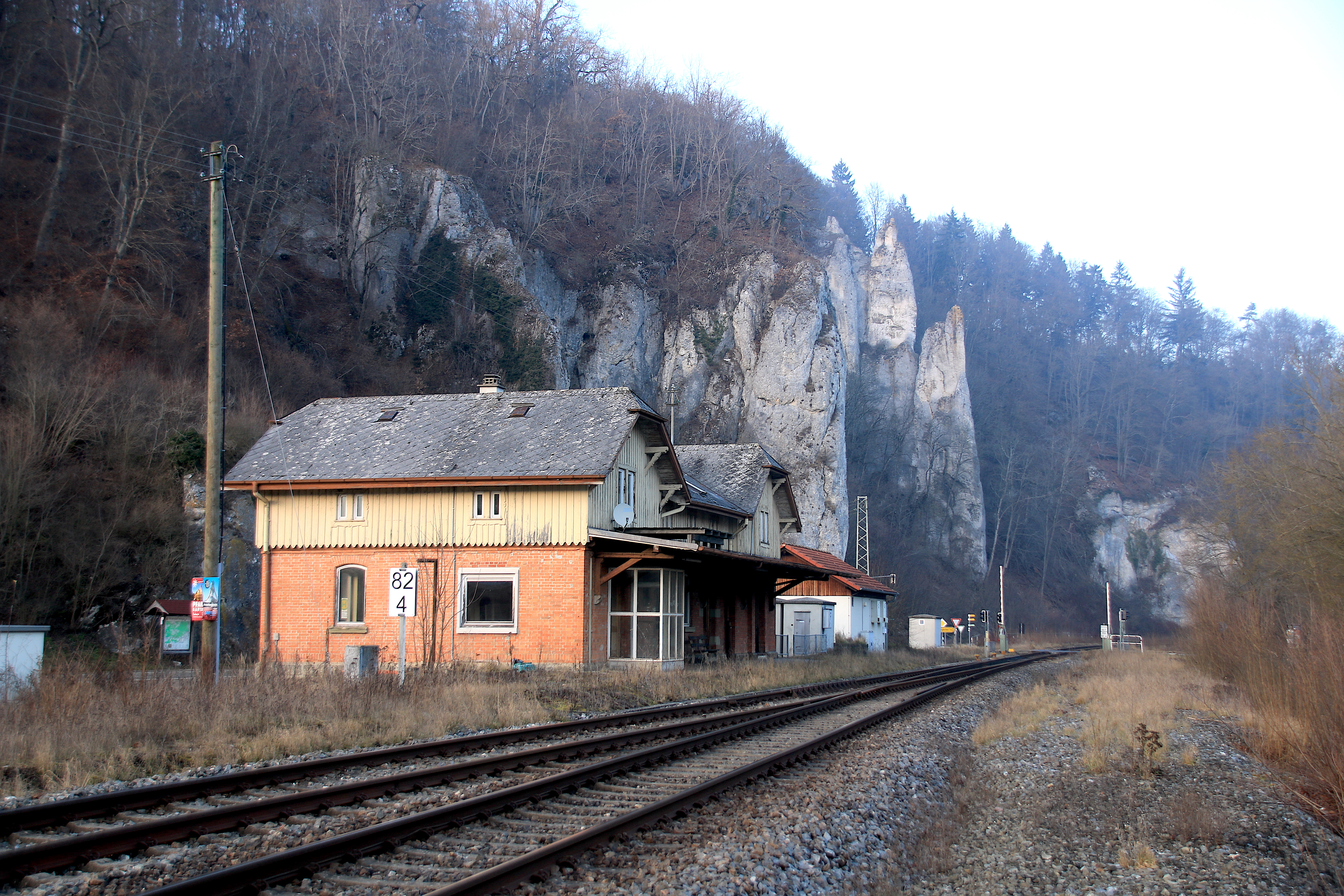
Ehemaliger Bahnhof Inzigkofen mit Abzweig der Bahnstrecke Tuttlingen–Inzigkofen von der Bahnstrecke Tübingen–Sigmaringen

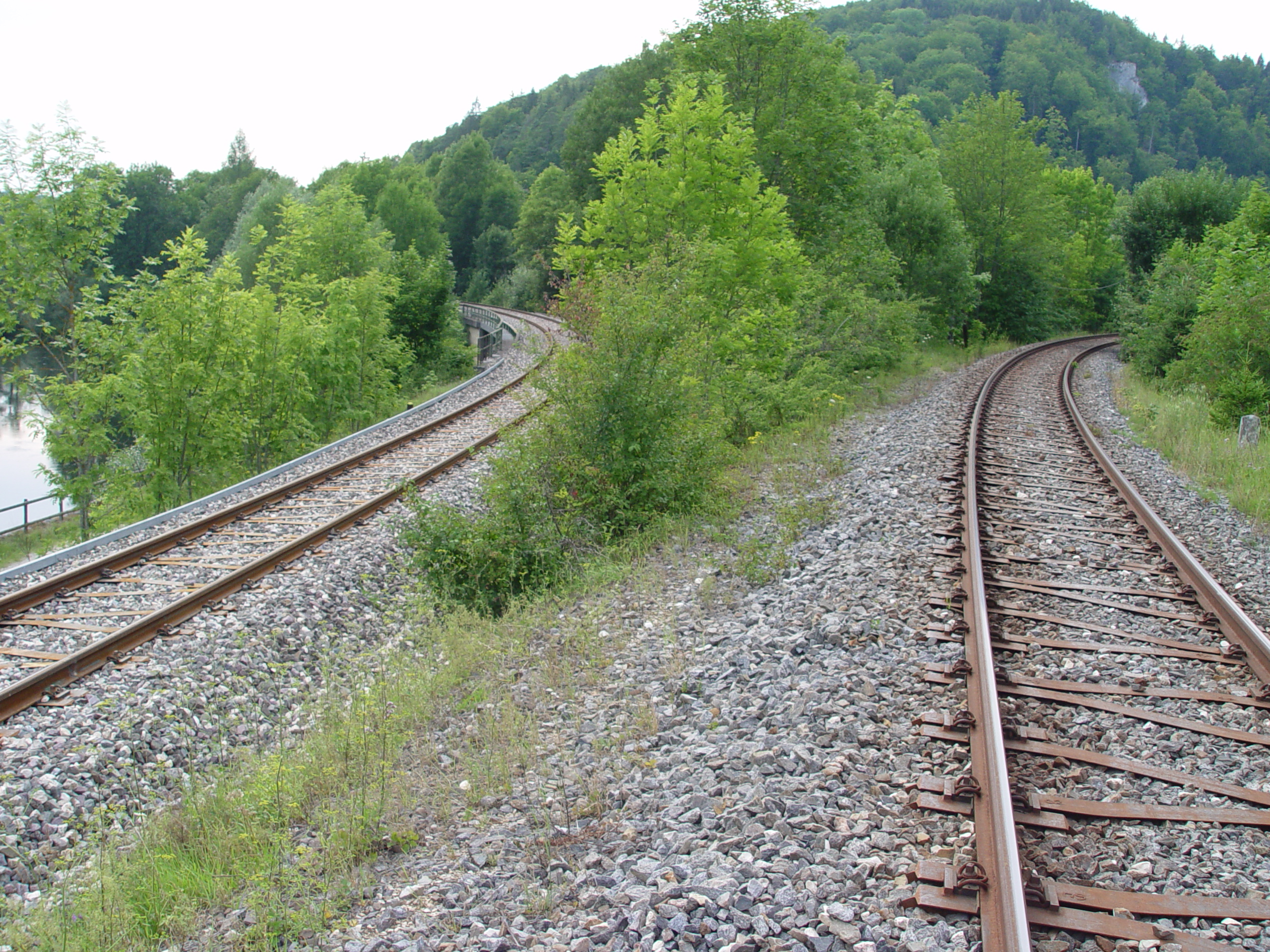
Verzweigung der Strecken Inzigkofen–Tuttlingen (links) und Sigmaringen–Tübingen westlich von Inzigkofen

Bei Inzigkofen zweigt die Bahnstrecke Tuttlingen–Inzigkofen von der Bahnstrecke Tübingen–Sigmaringen ab. Obwohl Inzigkofen ein Knotenpunkt im Bahnverkehr ist, halten dort keine Züge mehr. Der Bahnsteig des außerhalb des Ortes im Donautal liegenden Bahnhofs wurde mit dem Ausbau der Strecke für Züge mit Neigetechnik abgerissen. Der Ort ist in den Verkehrsverbund Neckar-Alb-Donau (naldo) eingegliedert.
Inzigkofen liegt am Donauradweg. Er führt von Donaueschingen über Passau, Wien und Budapest bis zur Mündung in das Schwarze Meer. Er wird zwischen Tuttlingen und Passau auch als EuroVelo-Route EV6 und als D-Route 6 geführt. Er verläuft dabei von Beuron über Gutenstein kommend nach Inzigkofen und führt weiter über Laiz und Sigmaringen nach Sigmaringendorf.
Der Hohenzollern-Radweg verläuft vom Bodensee über die hohenzollerischen Städte Sigmaringen und Hechingen und über Rottenburg am Neckar und Esslingen nach Weinstadt im Rems-Murr-Kreis. Er verläuft dabei von Meßkirch kommend über Menningen, Engelswies und Vilsingen nach Inzigkofen und weiter zusammen mit dem Donauradweg über Sigmaringen nach Sigmaringendorf.

### Gesundheitswesen
Im Ortsteil Engelwies befindet sich das De'Ignis-Wohnheim Haus Tabor. Die Anfänge des Projekts reichen bis 1986 zurück. Im Jahre 1992 begann die Zusammenarbeit mit der De'Ignis-Fachklinik im Schwarzwald. Aus dem „Haus Tabor“ wurde das „De'Ignis-Wohnheim Haus Tabor“, eine Einrichtung für außerklinische psychiatrische Betreuung und Wiedereingliederung von Menschen mit psychischen Erkrankungen in den normalen Arbeitsalltag. Das Wohnheim ist Teil der de ignis gGmbH mit Hauptsitz in Altensteig. Heute bietet die Einrichtung 20 Arbeitsplätze und beherbergt einschließlich vier Plätzen in einer Außenwohngruppe und drei Tagesgäste 42 Bewohner. Der christliche Ansatz des Hauses Tabor besteht darin, den Menschen das Bild eines liebenden Gottes zu vermitteln, der die Chance und die Kraft zu einem Neubeginn gibt.

### Bildung
- Volkshochschulheim im ehemaligen Augustinerchorfrauenstift Inzigkofen

## Persönlichkeiten

### Ehrenbürger
- 1973: Anton Vögtle[43][44] (* 17. Dezember 1910 in Vilsingen; † 17. März 1996 in Freiburg im Breisgau), katholischer Theologe
- 1996, 6. März: Julius Auer[45] (* 1926 in Worblingen; † 2. Juli 2022 in Worblingen)[46], dienstältester Pfarrer der Erzdiözese Freiburg, der zudem am längsten in einer Gemeinde gedient hat. Seit November 2008 erinnert eine kleine goldene Tafel an der „Auerlinde“, einer zu seiner Ehre gepflanzten Linde, zwischen Kirche und Pfarrhaus.[47]
- 2005, 27. Januar: Pius Widmer (* 7. Juni 1943 in Sigmaringen; † 4. Juli 2015 in Inzigkofen), Bürgermeister a. D.[48]

### Söhne und Töchter der Gemeinde
- Simon Korn, geboren im Ortsteil Vilsingen, Bildhauer (unter anderem Bildhauerarbeiten an Bauten von Georg von Hauberisser: Rathaus München, St. Paulskirche in München und Rathaus St. Johann)
- Josef Vögtle, (1889–1953), geboren im Ortsteil Vilsingen, Theologe, Domherr und Prälat, gestorben in Freiburg i. Br., Bruder von Anton Vögtle.
- Anahita Rehbein (*1994), Miss Germany 2018 und Miss Baden-Württemberg

### Personen, die mit der Gemeinde verbunden sind
- Amalie Zephyrine von Salm-Kyrburg (1760–1841), Fürstin von Hohenzollern-Sigmaringen, lebte ab 1811 in Inzigkofen im umgestalteten Amtshaus des Klosters und ließ den Inzigkofener Landschaftspark anlegen
- Günther Weisenborn (1902–1969), Schriftsteller und Widerstandskämpfer der Roten Kapelle, lebt von 1948 bis 1951 in Engelswies
- Joy Weisenborn (1914–2004), Schriftstellerin, Schauspielerin, Lehrerin und Widerstandskämpferin der Roten Kapelle, lebt von 1948 bis 1951 in Engelswies
- Günther Dietrich (1921–2006), Architekt, Bildhauer, Maler, gestaltete u. a. den Dorfbrunnen, die Figurengrußße an der Römerhalle und die Bronzefigur an der Leonhardskapelle
- Christian Weisenborn (* 1947), Filmemacher, lebt mit seiner Familie von 1948 bis 1951 in Engelswies

## Inzigkofen in der Literatur
- Hans Werner Richter schildert im Buch Hans Werner Richter und die Gruppe 47 die Tagung der Literaturvereinigung Gruppe 47 im Jahre 1950 im Kloster Inzigkofen.
- Gabriele Loges schreibt in ihrem Roman über die Sigmaringer Fürstin Amalie Zephyrine mit dem Titel: Paris, Sigmaringen  oder  Die Freiheit der Amalie Zephyrine von Hohenzollern über den fürstlichen Park in Inzigkofen.